# Natalia Balașova
Natalia Balașova (n. 18 iunie 1929 – d. 2013) a fost o biologă moldoveană, specialistă în genetică, membru corespondent al Academiei de Științe a Moldovei.

## Biografie
Și-a făcut studiile la Academia Agricolă C. A. Timireazev (Moscova, 1952) și la Institutul Unional al Plantelor (Moscova, 1957).
În 1957-1978 a fost colaborator științific la Institutul de Cercetări Științifice în domeniul Agriculturii Irigate și Legumiculturii din Tiraspol. A lucrat ca șef de laborator la secția de geneică (1978-1985) și director adjunct al Institutului de Genetică Ecologică al AȘM (1990-1991). Din 1991, a devenit director adjunct al Institutului de Cercetări Științifice în Domeniul Irigației în Agricultură și Producerii Semințelor de Plante Legumicole din Rusia.
Este autoare a peste 200 lucrări științifice în domeniul imunogeneticii plantelor. Deține peste 40 de brevete de invenție. A obținut 3 soiuri noi de plante de cultură.

## Premii și distincții
- Laureată a Premiului de Stat al RSSM
- Om Emerit în Știință